# Vive Kielce
El KS Vive Handball Kielce SA és un club d'handbol masculí professional amb seu a Kielce al sud-est de Polònia. El club juga a la Superlliga polonesa i és un competidor habitual de la EHF Champions League. És el club d'handbol polonès amb més èxit segons el nombre de títols de lliga (20).
Des de 1984, el club juga a la lliga de més alt nivell de l'handbol polonès, guanyant el seu primer títol el 1993 (van acabar la temporada amb 44 punts, 5 punts més que un dels seus millors concursants:  Wisła Płock).
El 2019, s'ha convertit en el club d'handbol amb més èxit de Polònia, guanyant el seu 16è títol i, per tant, superant l'anterior rècord, Śląsk Wrocław.
Al llarg dels anys de funcionament, el club ha aconseguit arribar a la final a quatre de la Lliga de Campions cinc vegades, guanyant finalment la competició d'handbol més prestigiosa d'Europa la 2016.